# Apiocera voragocolis
Apiocera voragocolis är en tvåvingeart som beskrevs av Mont A. Cazier 1982. Apiocera voragocolis ingår i släktet Apiocera och familjen Apioceridae.
Artens utbredningsområde är Arizona. Inga underarter finns listade i Catalogue of Life.